# Свердруп (острова)
Острова́ Све́рдруп (англ. Sverdrup Islands, фр. Îles Sverdrup) — группа островов на севере Канадского Арктического архипелага, в составе Островов Королевы Елизаветы.
Общая площадь островов составляет около 66 000 км². Самые крупные острова: Аксель-Хейберг (43 178 км²), Эллеф-Рингнес (11 295 км²), Амунд-Рингнес (5 255 км²). На Аксель-Хейберге — высокие горы (2211 м), две большие ледниковые шапки и мелкие ледники общей площадью 12 500 км², берега изрезаны фьордами. Остальные острова равнинные или холмистые. На острове Эллеф-Рингнес есть аэропорт и метеостанция Исаксен (с 1948).
| Остров         | Наивысшая точка м | Площадь км² | Место в Канаде | Место в мире |
| -------------- | ----------------- | ----------- | -------------- | ------------ |
| Аксель-Хейберг | 2211              | 43 178      | 7              | 32           |
| Эллеф-Рингнес  | 260               | 11 295      | 16             | 69           |
| Амунд-Рингнес  | 265               | 5 255       | 25             | 111          |
| Миен           | 300               | 955         | 50             | 337          |
| Кинг-Кристиан  | 165               | 645         | 60             | 420          |
| Стор           | 500               | 313         | 87             | ...          |
| Всего          | 2211              | 66 000      | -              | -            |

Острова названы в честь норвежского полярного исследователя Отто Свердрупа, открывшего ряд островов в 1898—1902 годах.